# Stade Mustapha Ben Jannet
Stade Mustapha Ben Jannet (arabski: ستاد مصطفى بن جانيت) – wielofunkcyjny stadion w mieście Monastyr, w Tunezji. Najczęściej pełni rolę stadionu piłkarskiego a swoje mecze rozgrywa na nim ligowa drużyna US Monastir. Stadion pomieści 20 tysięcy widzów i został zbudowany w 1958 roku. W 2004 roku był areną Pucharu Narodów Afryki 2004.